# Wisseldaalder
Een wisseldaalder (ook wel wisselrijksdaalder, Wechseltaler of Teufelsgulden) is een fictief geldstuk, dat voorkomt in verschillende Nederlandse en Duitse volksverhalen. De wisseldaalder was in deze verhalen een geldstuk dat door vertellers als werkelijk bestaand werd gepresenteerd, en dat de wonderlijke kracht zou bezitten dat het nooit op zou raken. Betaalde men iets met de wisseldaalder, dan kwam deze vanzelf terug in de beurs, waarbij de ander naar zijn geld kon fluiten. Voorwaarde was vaak dat de daalder nooit in zijn geheel mocht worden uitgegeven, met andere woorden er moest wat wisselgeld terugkomen.

## Varianten
Deze daalder is een van de vele muntstukken in Europese volksverhalen die steeds naar de eigenaar terugkeerden of zich spontaan vermeerderden. In Vlaanderen kende men bijvoorbeeld de heksenpenning, in Duitsland de Heckethaler en de Brutpfennig, bij de Britten wordt melding gemaakt van een hatchpenny. De Enzyklopädie des Märchens (Sprookjesencyclopedie) stelt dat sagen over magisch terugkerend geld of schatten in Europa zeer gangbaar zijn, en al vanaf de 10e eeuw bekend zijn.
In In de Ban van de Ring heeft Tolkien een dergelijk thema gebruikt voor de ringen van macht, in het bijzonder de ene ring die naar Sauron streeft. Anders dan de wisseldaalder gebruikt deze ring zijn drager om naar de maker en eigenaar terug te keren; hij neemt als het ware die drager mee. De wisseldaalder daarentegen blijkt op onverklaarde wijze bij de oorspronkelijke eigenaar te zijn wanneer die zijn beurs opent, en de ontvanger bemerkt op gelijke wijze zijn verlies.

## Verhaal en varianten
Het probleem was, hoe aan zo'n geldstuk te komen. Elke sage beschrijft een manier om een wisseldaalder te bemachtigen. Dat dit vaak niet met rechte dingen toeging blijkt uit het feit dat in de meeste van deze verhalen de duivel een grote rol speelt. Het bekendste is wel die, waarbij men een kat in een zak moest stoppen en op middernacht op een kruispunt moest gaan staan. Dan kwam er een voorbijganger die vroeg wat je in de zak had. "Een haas", moest je dan zeggen, waarop de vreemdeling te kennen gaf deze te willen kopen. Dat kon en als betaling kreeg je dan de begeerde daalder. Je moest dan wel maken dat je wegkwam, want als de man (dat was natuurlijk de duivel zelf) doorkreeg wat hij had gekocht, dan zou hij de verkoper zonder twijfel molesteren. In een andere veel voorkomende variant moest men met een zwarte kat in een zak (minstens) drie keer in het donker rond de kerk en het kerkhof lopen, en dan de zak bij de open kerkdeur afgeven om de daalder te krijgen. In sommige verhalen moest men daarbij zijn ziel aan de duivel verkopen of werd de zielsverkoop door de verteller als vanzelfsprekend deel van de transactie beschouwd.
In een Bladelse variant uit 1894, verteld door J.F.C. Schaap, komt de duivel er bij uitzondering niet duidelijk aan te pas, maar moest men in Sint Jan op een kruispunt van karrensporen blijven staan zonder te spreken, tot een oud vrouwtje een wisseldaalder voor je neer zou leggen. In een Woudfriese variant krijgen de vrijmetselaars op een kruisweg geld van de duivel. Een van hen, Greate Sije (Grote Sije, Sije Hoekstra) heeft een wisseldaalder. Ook in andere Friese varianten worden veelvuldig bezitters van een wisseldaalder met naam en toenaam genoemd, waarbij een Stammerige Harm (Harm de Stotteraar) het vaakst genoemd wordt, terwijl ook de broers Edser (of Egbert) en Foppe Sint geregeld voorkomen; de bezitters zijn veel vaker mannen dan vrouwen. De vrouwelijke bezitters worden soms als heksen aangeduid, Stammerige Harm is de enige die als tovenaar aangeduid wordt, en dat meerdere malen, maar niet door alle vertellers. Vrijmetselaars worden geregeld als bezitters van de tovermunt beschouwd en worden af en toe bovendien als 'kogelvrij' bestempeld.

## Optekening
In Nederland zijn de verhalen in grote meerderheid opgetekend in het Friese gebied van Leeuwarden tot de provinciegrens met Groningen.
Op de website verhalenbank.nl heeft het Meertens Instituut bijna honderdvijftig varianten opgetekend, waarvan een deel is verzameld door de bekende folklorist J.R.W. Sinninghe en in ten minste zeven bundels met volksverhalen duikt de wisseldaalder op.
In Duitsland vermeldt een bundel van Kuhn en Schwartz de sage van de Wechseltaler. In het oosten van Oostenrijk en in voormalig Duitse gebieden in Polen is de sage rond de Wechseltaler bekend, met versies die thematisch vrijwel identiek zijn aan enkele Nederlandse versies. De Vlaamse Volksverhalenbank kent maar een voorbeeld.

## Spreekwoorden
De wisseldaalder komt voor in een tegenwoordig weinig meer gebruikt spreekwoord: Hij draagt altijd een wisseldaalder bij zich; hij heeft altijd genoeg geld bij zich. Ook de uitdrukking "een kat in de zak kopen" is verbonden met deze sage. Men denkt iets waardevols te hebben verkregen, dat waardeloos blijkt, of ook: men heeft zich beet laten nemen.

## Verder lezen
- J.R.W. Sinninghe: Katalog der niederländischen Märchen-, Ursprungssagen-, Sagen- und Legendenvarianten. Helsinki 1943.

Bundels volksverhalen:
- J.R.W. Sinninghe Eigen Volk, II, 272—273; Sinninghe, Utrechtsch Sagenboek, 167.
- J.R.W. Sinninghe Volkskunde, XXI, 224; Noord-Brabantsch Sagenboek, 123.
- Meertens & Kaiser, Het Eiland Urk, 199.
- Dijkstra, Uit Frieslands Volksleven, II, 182; Molen, Frysk Sègeboek, II, 229—230.
- Huizenga, Groninger Volksverhalen, 252-253.
- Laan, Nederlandsche Overleveringen, II, 19. (S-H).
- Bergmans, Drentsche Legenden, 33—34.